# Соціопатія
Соціопаті́я (дисоціальний розлад особистості) — відхилення характеру особистості від соціальних норм, яке спостерігається у близько 3 % чоловіків та 1 % жінок. Іноді соціопатія трактується як різновид психопатії; інколи — як патологія соціальних властивостей особистості.
Виходячи з принципу соціального натуралізму, український вчений О. М. Костенко визначає соціопатію як стан неузгодженості волі і свідомості людини із законами соціальної природи: неузгодженість волі із зазначеними законами — це стан сваволі; неузгодженість свідомості із законами соціальної природи — це стан ілюзій. В особі утворюється так званий «комплекс сваволі й ілюзій», тобто соціопатія — це ураження особистості комплексом сваволі й ілюзій. Проявами соціопатії у такому розумінні є вчинки, що порушують різноманітні соціальні норми, зокрема норми моралі й права.
В американській психологічній літературі соціопатія характеризується схильністю людини обманювати, красти, чинити шкоду та іншим чином маніпулювати людьми, нехтувати законами, суспільними правилами та моральними нормами. Соціопати не мають відчуття винуватості та совісті. Така поведінка є центральною ознакою антисоціального розладу особистості (дисоціального розладу особистості).

## Ерік Берн
Згідно з визначенням Еріка Берна, соціопати бувають двох типів: Перший тип, латентний або пасивний соціопат, більшу частину часу поводиться цілком пристойно, приймаючи керівництво якого-небудь зовнішнього авторитету, наприклад релігії або закону, або прив'язуючись часом до якої-небудь більш сильної особистості, що розглядається як ідеал (мова йде тут не про тих, хто користується релігією або законом для направлення совісті, а про тих, хто користується такими доктринами замість совісті). Ці люди керуються не звичайними, як усі, міркуваннями пристойності і людяності, а всього лише коряться прийнятому ними тлумаченню того, що написано в «книзі».
Другий тип — активний соціопат. Якщо і може на деякий час приборкати себе і надягнути маску доброчесності (особливо в присутності осіб, які очікують від нього пристойної і відповідальної поведінки), але як тільки такі соціопати опиняються поза досяжності авторитетних для них осіб, які потребують гарної поведінки, вони негайно перестають себе стримувати.